# The Interview (film 2014)
The Interview è un film del 2014 diretto da Evan Goldberg e Seth Rogen, protagonista insieme a James Franco.

## Trama
Dave Skylark è il conduttore di un talk show di stampo trash, Skylark Tonight, dedicato a scoprire le debolezze e i segreti dei vip, che dopo aver scoperto come il presidente della Corea del Nord Kim Jong-un sia un suo fan sfegatato decide di organizzare un'intervista con lui per lanciare definitivamente la sua carriera.
Il suo produttore e migliore amico, Aaron Rappaport, prova quindi a organizzare il tutto e inaspettatamente le autorità nordcoreane decidono di assecondare la richiesta, pur ponendo condizioni molto rigide che nei fatti trasformeranno l'intervista in una mera autocelebrazione del regime e dello stesso Kim.
Tuttavia, come la notizia si diffonde, Dave e Aaron vengono avvicinati dall'agente Lacey della CIA, che propone loro di sfruttare quest'occasione per assassinare Kim tramite un cerotto speciale pieno di ricina: i due, seppur titubanti e palesemente inadatti al ruolo, accettano. Tuttavia, al momento di fare i bagagli, Skylark sostituisce la borsa speciale fornitagli dall'agenzia con una di sua proprietà, nascondendo il cerotto avvelenato in un pacchetto di gomme.
Al loro arrivo a Pyongyang, i due vengono accolti da una delegazione festante capitanata da Sook Yung Park, la responsabile della propaganda di regime con cui Rapaport si era incontrato al momento di combinare l'intervista, rimanendone subito affascinato. Tuttavia, già durante il viaggio dall'aeroporto alla residenza di Kim, Aaron e Dave trovano una situazione diametralmente opposta da quella che il resto del mondo si immagina: le strade sono piene di gente sovrappeso, soprattutto bambini, e a un angolo di strada notano anche un moderno supermercato pieno di cibo.
Purtroppo, appena raggiunto il palazzo-bunker, il cerotto alla ricina viene scoperto dalle due guardie personali di Kim, Koh e Yohn, con il primo che se lo mangia scambiandolo per una gomma.
La CIA organizza quindi la spedizione di altri due cerotti tramite un drone, e Aaron viene selezionato per andare a recuperarli. Al momento del recupero, però, Aaron prima si trova faccia a faccia con una tigre siberiana, che per sua fortuna viene stesa dalla caduta del plico contenente i cerotti, quindi, dato l'arrivo delle guardie di sicurezza nordcoreane, non ha altra scelta che nascondere il tutto infilandosi il contenitore nell'ano.
Di lì a breve, quella stessa sera, Dave incontra finalmente Kim, il quale appare una persona completamente diversa da come credeva: il dittatore si dimostra infatti una persona affabilissima, amante della cultura americana e piena di premure per il suo idolo.
Tra i due c'è subito grande sintonia, con Kim che mostra a Dave il suo campo da basket personale e la sua collezione di auto d'epoca, fino a fargli fare un giro a bordo del suo T-54 personale; l'alchimia tra i due si evolve a tal punto che il conduttore decide infine di abbandonare la propria missione, arrivando a distruggere i cerotti rimasti e litigando violentemente con Aaron, tutt'altro che incline a differenza sua a lasciarsi abbindolare dal carisma di Kim.
Quella sera però, durante un ricevimento, Koh e Yohn muoiono improvvisamente, il primo avvelenato dalla ricina e il secondo ucciso dal collega con un colpo di pistola esploso inavvertitamente durante gli spasmi prima della morte, e durante il loro funerale Dave scopre il vero volto di Kim: un sadico megalomane preda di un assurdo delirio di onnipotenza.
Dopo aver lasciato il palazzo, Dave cerca di schiarirsi le idee con una passeggiata, e resosi conto che il presunto supermercato visto all'arrivo non è altro che uno specchietto per le allodole, capisce finalmente che Kim gli ha mentito su ogni cosa.
Infuriato, il conduttore torna da Aaron, scoprendolo intento a fare sesso con Sook, la quale, di fronte alla sua presa di coscienza, rivela di aver sempre detestato il regime che è stata costretta a servire, e di volerli quindi aiutare: tuttavia, piuttosto che uccidere Kim (che potrebbe essere facilmente sostituito, rendendo tutto vano), la donna propone di usare l'intervista per distruggere il suo culto della personalità, mostrando al mondo tutti i suoi difetti e gettando così le basi per una rivoluzione.
Viene quindi il giorno dell'intervista, prima della quale Kim cerca di recuperare la fiducia di Dave regalandogli un cucciolo, un espediente a cui però stavolta il conduttore, malgrado un'iniziale titubanza, non cede. Così, quando la trasmissione comincia, Dave inizialmente accondiscende alle domande programmate, ma al momento fatidico inizia a chiedere conto al dittatore dei suoi numerosi crimini, rivelando inoltre di aver scoperto la verità riguardo ai suoi inganni.
Nello stesso momento, Sook ed Aaron riescono a impossessarsi della sala di registrazione, evitando così che la diretta venga interrotta, ma nonostante i loro sforzi il piano sembra non funzionare, poiché Kim riesce a ribattere colpo su colpo alle parole di Dave mettendolo in difficoltà. All'ultimo, però, Skylark riesce a prevalere ricordando a Kim il suo dramma represso nell'aver sempre cercato l'approvazione di suo padre e citando Firework di Katy Perry, la canzone preferita del dittatore, sentendo la quale Kim scoppia a piangere davanti a tutti e svelandosi così agli occhi del suo popolo come un essere tutt'altro che divino.
Kim, umiliato davanti a tutti, spara infuriato a Dave, il quale però si salva grazie a un giubbotto antiproiettile nascosto sotto i vestiti, venendo raggiunto di lì a breve da Sook ed Aaron; ai tre si aggiunge anche una guardia del palazzo, che assistita alla diretta si rivolta contro le altre guardie per coprire loro la fuga.
Dave suggerisce quindi ai compagni di tentare la fuga rubando il T-54 di Kim, il quale però, accortosi che il suo ex amico è ancora vivo, si lancia subito al loro inseguimento, ordinando oltretutto il lancio di tutti i suoi ICBM. I fuggitivi riescono alla fine ad abbattere con una cannonata l'elicottero di Kim, che finisce disintegrato nell'esplosione, e l'ordine di lancio viene annullato.
Scampato dunque il pericolo, Sook conduce Dave e Aaron a un tunnel sotterraneo grazie al quale i due raggiungono la costa, dove vengono recuperati da un gruppo di SEAL Team Six mascherati da soldati dell'Esercito Popolare nord-coreano, che li riconducono in salvo negli Stati Uniti.
Morto Kim, la Corea del Nord si avvia a diventare una democrazia denuclearizzata sotto la guida di Sook, mentre Dave ottiene il successo tanto desiderato scrivendo un libro sulla sua avventura.

## Distribuzione e controversie
Il film doveva essere distribuito nelle sale cinematografiche statunitensi il 25 dicembre 2014 ma, a causa della controversa trama del film riguardante il leader politico Kim Jong-un, nel giugno dello stesso anno la Corea del Nord minacciò ritorsioni "senza pietà" verso gli Stati Uniti se non avessero impedito la distribuzione del film, etichettandolo come un "atto di guerra" e uno "sfrenato atto di terrore", e definendo Rogen stesso un "regista gangster", tuttavia la distribuzione del film non venne cancellata. Il 24 novembre, poi, la Sony Pictures Entertainment (detentrice dei diritti distributivi della pellicola) rimase vittima di un grave attacco informatico da parte di un gruppo di hacker coreani denominato GOP (Guardians Of Peace), i quali avrebbero sottratto e parzialmente pubblicato la documentazione privata di migliaia di dipendenti della casa distributrice, stelle di Hollywood e film ancora inediti negli Stati Uniti detenuti dalla Sony. Da subito ritenuta una specie di azione intimidatoria volta ad impedire la pubblicazione del film, la stessa intelligence americana sospettò della Corea del Nord quale mandante dell'attacco, le cui autorità negarono tuttavia ogni coinvolgimento. Il film venne infine proiettato in anteprima a Los Angeles l'11 dicembre 2014.
A seguito di minacce terroristiche "in stile 11 settembre" rivolte ai cinema che avessero proiettato il film, perpetrate dai GOP il 16 dicembre Rogen e Franco avrebbero cancellato tutte le loro apparizioni pubbliche previste per la promozione del film, e successivamente molte delle maggiori catene di multiplex americane avrebbero rifiutato di proiettare The Interview. Il 17 dicembre, l'uscita del film viene definitivamente cancellata dalla Sony, specificando di non avere temporaneamente in programma una distribuzione cinematografica, televisiva o home video del film.
Il 23 dicembre 2014, Sony annuncia che il film sarà comunque proiettato in circa 200 sale indipendenti degli Stati Uniti d'America, mentre a partire dal giorno successivo il film viene pubblicato in Europa come prodotto a noleggio su varie piattaforme come YouTube, Google Play e Xbox Live.
In Italia è stato distribuito direttamente in DVD il 25 marzo 2015. A partire da giugno 2015 è stato anche trasmesso da Sky Cinema.

## Riconoscimenti
- 2015 - MTV Movie Awards[15][16]
  - Nomination - Miglior bacio a James Franco e Seth Rogen
  - Nomination - Miglior coppia a James Franco e Seth Rogen